# Wipptal
Le Wipptal est le nom donné à une vallée alpine divisée en une partie nord et une partie sud qui se rencontrent au col du Brenner dans le Tyrol, de part et d'autre de la frontière austro-italienne. Le col à 1 372 m d'altitude marque la ligne de partage des eaux entre les rivières Sill et Isarco qui est également celle qui sépare les deux principaux bassins hydrographiques de la mer Adriatique et de la mer Noire. 
Selon la classification traditionnelle de la « Partition des Alpes » (Partizione delle Alpi) adoptée en 1926, le Wipptal et le col du Brenner séparent les Alpes centrales (Alpes atésines) à l'ouest des Alpes orientales (Alpes noriques) à l'est.

## Wipptal du Nord
Le Wipptal est le nom de la vallée autrichienne formée par la rivière Sill entre sa source au col du Brenner et la cité d'Innsbruck au nord, où elle s'unit à l'Inn. Les vallées latérales comprennent notamment la Stubaital vers l'ouest. Toutes les communes font partie du district d'Innsbruck-Land dans le land de Tyrol.

## Wipptal du Sud
Le Wipptal (en italien : Alta Valle Isarco) est la vallée dans la province autonome de Bolzano (le Tyrol du Sud) en Italie qui est formée par le cours supérieur de l'Isarco entre le col du Brenner et Fortezza près de Bressanone au sud.

### Communauté
Cette vallée donne aussi le nom à une communauté italienne (en allemand : Bezirksgemeinschaft Wipptal, en italien : Comunità comprensoriale Alta Valle Isarco) avec près de 20 000 habitants, dont le chef-lieu est Vipiteno (Sterzing). Elle comprend les communes de Brennero, Campo di Trens, Fortezza, Racines, Val di Vizze et Vipiteno. 

## Axe de communication
L'autoroute du Brenner (l'autoroute autrichienne A13 et l'autoroute italienne A22) traverse la vallée, puisqu'elle permet la communication entre le Nord et le Sud des Alpes. L'importance du trafic provoque des nuisances dont se plaint la population riveraine. 